# Полит, Корнелия
Корнелия Полит(-Эмбахер) (нем. Cornelia Polit (-Embacher); род. 18 февраля 1963, Тойченталь, Саксония-Анхальт) — восточно-германская пловчиха, чемпионка и призёр чемпионатов Европы, призёр летних Олимпийских игр 1980 года в Москве, рекордсменка Европы.

## Карьера
На Олимпиаде в Москве выступала в плавании на 200 метров на спине. В этой дисциплине весь пьедестал заняли спортсменки ГДР, а Полит заняла второе место с результатом 2:13,75 с, опередив соотечественницу Биргит Трайбер (2:14,14 с) и уступив другой спортсменке из ГДР, олимпийской чемпионке Рике Райниш, финишировавшей с мировым рекордом (2:11,77 с).
27 августа 1983 года на чемпионате Европы в Риме Полит завоевала золотую медаль в плавании на 200 метров баттерфляем, установив при этом континентальный рекорд (2:07,82 с), который был побит только в 2000 году. На этом же чемпионате она завоевала ещё одну награду — серебро в плавании на 100 метров баттерфляем (1.00,92 с).